# آندژی پاواش
آندژی پاواش (لهستانی: Andrzej Pałasz؛ زادهٔ ۲۲ ژوئیهٔ ۱۹۶۰) بازیکن فوتبال اهل لهستان بود که در پست هافبک بازی می‌کرد.
از باشگاه‌هایی که در آن بازی کرده‌است می‌توان به باشگاه فوتبال بورسااسپور، باشگاه فوتبال هانوفر ۹۶، و باشگاه فوتبال گورنیک زابژه اشاره کرد.
وی همچنین در تیم ملی فوتبال لهستان بازی کرده‌است.